# Jonah Sievers

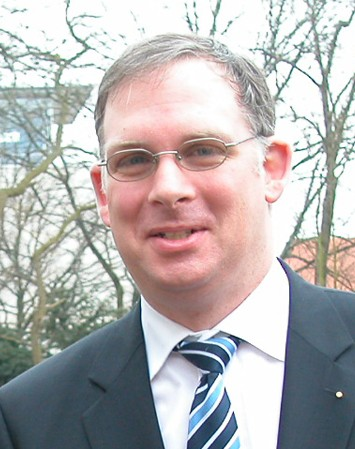
Jonah Sievers (2009)

Jonah Sievers (* 1971 in Hannover als Gunnar Sievers) ist ein deutscher Rabbiner und seit 2015 Gemeinderabbiner der Jüdischen Gemeinde zu Berlin. Er amtiert vornehmlich in der Synagoge Pestalozzistraße. Sievers ist Mitglied der Allgemeinen Rabbinerkonferenz Deutschlands.

## Leben
Sievers studierte Wirtschaftswissenschaften in Hannover bis zum Vordiplom und wechselte 1996 an die Hochschule für Jüdische Studien in Heidelberg. Von 1997 bis 2002 absolvierte er das Leo Baeck College in London und wurde dort zum Rabbiner ordiniert. Sein Spezialgebiet ist das jüdische Recht. Nach Abschluss des Studiums wurde er 2002 Gemeinderabbiner in Braunschweig und im Jahr 2008 zum Landesrabbiner von Niedersachsen ernannt. 2015 wechselte er nach Berlin. Er ist gemeinsam mit Andreas Nachama Herausgeber des Jüdischen Gebetbuches in vier Bänden (Siddur und Machsor).

## Veröffentlichungen
- Andreas Nachama, Jonah Sievers (Hrsg.): Jüdisches Gebetbuch Hebräisch-Deutsch: Schabbat und Werktage. 3. Auflage. Gütersloher Verlagshaus, 2009, ISBN 978-3-579-02595-7 (296 S.).
- mit Andreas Nachama (Hrsg.): Jüdisches Gebetbuch – Pessach/Schawuot/Sukkot. Gütersloher Verl.-Haus, Gütersloh 2011, ISBN 978-3-579-02597-1.
- mit Michael Shire, Walter Homolka, Andreas Nachama, Annette Böckler: Die Pessach Haggada. Hentrich & Hentrich, Berlin 2013, ISBN 978-3-942271-89-9.
- mit Andreas Nachama (Hrsg.): Jüdisches Gebetbuch – Rosch Haschana. Gütersloher Verl.-Haus, Gütersloh 2013, ISBN 978-3-579-02599-5.
- mit Andreas Nachama (Hrsg.): Jüdisches Gebetbuch – Jom Kippur. Gütersloher Verl.-Haus, Gütersloh 2013, ISBN 978-3-579-07410-8.